# Barney Pilling
Barney Pilling é um montador americano. Como reconhecimento, foi nomeado ao Oscar 2015 na categoria de Melhor Edição por The Grand Budapest Hotel.